# Liste der Naturdenkmale in Großbottwar
| Naturdenkmale | Anzahl |
| ------------- | ------ |
| FND           | 26     |
| END           | 8      |
| Gesamt        | 34     |

Die Liste der Naturdenkmale in Großbottwar nennt die verordneten Naturdenkmale (ND) der im baden-württembergischen Landkreis Ludwigsburg liegenden Stadt Großbottwar. In Großbottwar gibt es insgesamt 34 als Naturdenkmal geschützte Objekte, davon sind 26 flächenhafte Naturdenkmale (FND), und 8 Einzelgebilde-Naturdenkmale (END).
Stand: 30. Oktober 2016.

## Flächenhafte Naturdenkmale (FND)
| Name                                                    | Bild | Kennung     | Einzelheiten | Position | Fläche Hektar | Datum        |
| ------------------------------------------------------- | ---- | ----------- | ------------ | -------- | ------------- | ------------ |
| Doline im „Letterle“ mit Feuchtgebiet                   | BW   | 81180210011 | Großbottwar  | ⊙        | 0,7           | 6. Juli 1988 |
| Doline mit Feuchtgebiet                                 | BW   | 81180210019 | Großbottwar  | ⊙        | 1,1           | 6. Juli 1988 |
| Ehemaliger Feuerlöschteich                              | BW   | 81180210026 | Großbottwar  | ⊙        | 0,1           | 6. Juli 1988 |
| Feldgehölz „Faulbachrain“                               | BW   | 81180210033 | Großbottwar  | ⊙        | 0,6           | 2. Apr. 1993 |
| Feldgehölz „Hagelsklinge“                               | BW   | 81180210027 | Großbottwar  | ⊙        | 0,2           | 6. Juli 1988 |
| Feldgehölz „Stötzlesberg“                               | BW   | 81180210025 | Großbottwar  | ⊙        | 0,7           | 6. Juli 1988 |
| Feldgehölz „Teufelsäcker“                               | BW   | 81180210009 | Großbottwar  | ⊙        | 0,4           | 6. Juli 1988 |
| Feldgehölz „Wanne“                                      | BW   | 81180210014 | Großbottwar  | ⊙        | 0,2           | 6. Juli 1988 |
| Feldgehölze „Rank“                                      | BW   | 81180210012 | Großbottwar  | ⊙        | 0,4           | 6. Juli 1988 |
| Feuchtgebiet am Heuerbach                               | BW   | 81180210021 | Großbottwar  | ⊙        | 0,3           | 6. Juli 1988 |
| Feuchtgebiet „Riedwiesen“                               | BW   | 81180210015 | Großbottwar  | ⊙        | 3,6           | 6. Juli 1988 |
| Feuchtgebiet „Schleifwiesen“                            | BW   | 81180210007 | Großbottwar  | ⊙        | 0,9           | 6. Juli 1988 |
| Feuchtgebiet u. Feldgehölze im Haldenfeld               | BW   | 81180210010 | Großbottwar  | ⊙        | 1,3           | 6. Juli 1988 |
| Feuchtgebiet „Unter der Großbottwarer Straße“           | BW   | 81180210024 | Großbottwar  | ⊙        | 0,7           | 6. Juli 1988 |
| Feuchtwiesen im Hoftal                                  | BW   | 81180210031 | Großbottwar  | ⊙        | 1,3           | 2. Apr. 1993 |
| Feuchtwiesen im Kleinbottwarer Tal                      | BW   | 81180210030 | Großbottwar  | ⊙        | 1,1           | 2. Apr. 1993 |
| Geologischer Aufschluß „Steingrube“                     | BW   | 81180210006 | Großbottwar  | ⊙        | 0,5           | 6. Juli 1988 |
| Geologischer Aufschluß und Steppenheidewaldsaum         | BW   | 81180210016 | Großbottwar  | ⊙        | 0,1           | 6. Juli 1988 |
| Hecke mit Feldhüterunterstand beim Bärental             | BW   | 81180210004 | Großbottwar  | ⊙        | 0,1           | 6. Juli 1988 |
| Hohle am Galgenberg                                     | BW   | 81180210005 | Großbottwar  | ⊙        | 1,7           | 6. Juli 1988 |
| Hohle „Hagenau“                                         | BW   | 81180210008 | Großbottwar  | ⊙        | 0,6           | 6. Juli 1988 |
| Magerrasen und Heckenkomplex „Rank“                     | BW   | 81180210034 | Großbottwar  | ⊙        | 0,4           | 2. Apr. 1993 |
| Naßwiesen im Winzerhauser Tal                           | BW   | 81180210028 | Großbottwar  | ⊙        | 3,1           | 2. Apr. 1993 |
| Pflanzenstandort am Köchersberg                         | BW   | 81180210029 | Großbottwar  | ⊙        | 0,1           | 2. Apr. 1993 |
| Quelle in den Brunnenwiesen                             | BW   | 81180210022 | Großbottwar  | ⊙        | 0,0           | 6. Juli 1988 |
| 6 Eichen, Bachlauf und Feldgehölz im Gewann Biegeläcker | BW   | 81180210020 | Großbottwar  | ⊙        | 0,7           | 6. Juli 1988 |
| Legende für Naturdenkmal                                |      |             |              |          |               |              |

## Einzelgebilde (END)
| Name                     | Bild | Kennung     | Einzelheiten | Position | Fläche Hektar | Datum        |
| ------------------------ | ---- | ----------- | ------------ | -------- | ------------- | ------------ |
| Drillingslinde           | BW   | 81180210002 | Großbottwar  | ⊙        | 0,0           | 6. Juli 1988 |
| 1 Mostbirnbaum           | BW   | 81180210013 | Großbottwar  | ⊙        | 0,0           | 6. Juli 1988 |
| 1 Rosskastanie           | BW   | 81180210032 | Großbottwar  | ⊙        | 0,0           | 2. Apr. 1993 |
| 1 Rotbuche               |      | 81180210018 | Großbottwar  | ???      | 0,0           | 6. Juli 1988 |
| 1 Sommerlinde            | BW   | 81180210023 | Großbottwar  | ⊙        | 0,0           | 6. Juli 1988 |
| 1 Winterlinde am „Stern“ | BW   | 81180210003 | Großbottwar  | ⊙        | 0,0           | 6. Juli 1988 |
| 1 Winterlinde am „Stich“ | BW   | 81180210017 | Großbottwar  | ⊙        | 0,0           | 6. Juli 1988 |
| 1 Winterlinde            | BW   | 81180210001 | Großbottwar  | ⊙        | 0,0           | 6. Juli 1988 |
| Legende für Naturdenkmal |      |             |              |          |               |              |